# Asashio
L'Asashio (朝潮? lett. "Alta marea mattutina") è stato un cacciatorpediniere della Marina imperiale giapponese, prima ed eponima unità della stessa classe. Fu varato nel dicembre 1936 dal cantiere di Sasebo.
Assegnato all'8ª Divisione poco prima dell'inizio delle ostilità nel Pacifico, tra il dicembre 1941 e il maggio 1942 operò in appoggio alle numerose azioni anfibie intraprese dalle forze armate giapponesi nelle Filippine e nelle Indie orientali olandesi, avendo inoltre parte determinante nella battaglia notturna nello Stretto di Badung (19-20 febbraio 1942). A inizio giugno fu tra le unità coinvolte nella grande battaglia delle Midway e subì danni piuttosto seri a causa di una bomba, che lo costrinsero a lunghe riparazioni. Tornò in azione nell'ottobre 1942 con base a Rabaul, completando alcune pericolose missioni di trasporto truppe verso Guadalcanal e le posizioni nipponiche nella Nuova Guinea orientale. Dopo un breve rientro in patria per revisione, nel febbraio 1943 lasciò Rabaul con altri cacciatorpediniere in difesa di un grosso convoglio diretto a Lae/Salamaua: il 3 marzo, nel corso della battaglia del Mare di Bismarck (2-4 marzo 1943) fu raggiunto da un grappolo di bombe che lo distrusse completamente, senza lasciare alcun sopravvissuto.

## Servizio operativo

### Costruzione
Il cacciatorpediniere Asashio fu ordinato nell'anno fiscale edito dal governo giapponese nel 1934. La sua chiglia fu impostata nel cantiere navale di Sasebo il 7 settembre 1935 e il varo avvenne il 16 dicembre 1936; fu completato il 31 agosto 1937 ma, poco dopo, dovette tornare in cantiere per un'estesa ricostruzione di poppa e timone: infatti l'originario profilo si era rivelato causa di limitata manovrabilità e virata troppo ampia. All'inizio degli anni quaranta la nave formò con l'Oshio, l'Arashio e il Michishio l'8ª Divisione cacciatorpediniere, dipendente dalla 2ª Squadriglia della 2ª Flotta.

### 1941-1942
Passato al comando del capitano di corvetta Gorō Yoshii all'inizio degli anni quaranta, l'Asashio lasciò il 29 novembre 1941 lo Stretto di Terashima con il resto della propria unità e si diresse alla base militare di Mako nelle Pescadores, dove tutte le navi si ancorarono il 2 dicembre. Due giorni più tardi salpò inquadrato nel corpo principale della 2ª Flotta del viceammiraglio Nobutake Kondō, che funse da gruppo di copertura a distanza delle contemporanee operazioni anfibie in Malesia e nelle Filippine sino al 24 dicembre. Rientrato a Mako, ne partì il 31 con le unità sorelle per scortare il convoglio recante il terzo scaglione della 25ª Armata a Singora (Malesia), quindi la divisione si fermò il 5 gennaio 1942 a Hong Kong, da poco occupata. L'11 l'Asashio e il resto del reparto salparono a fianco di un convoglio d'invasione per Davao, che fu conquistata senza difficoltà; il 31 ripartirono di scorta ai trasporti indirizzati sull'isola di Ambon nelle Indie olandesi e dall'8 febbraio protessero il gruppo d'occupazione di Makassar. Dopo la riuscita di queste operazioni, l'Asashio e i gemelli furono assegnati alla difesa degli sbarchi a Bali e Lombok, avvenuti la mattina del 18 febbraio. La notte del 19-20 febbraio la squadra da battaglia dell'ABDA Command attaccò in due distinte riprese attraverso lo Stretto di Badung: lo Asashio, che si trovava a guardia del Sasago Maru, combatté con determinazione e colò a picco il cacciatorpediniere olandese Hr. Ms. Piet Hein assieme all'Oshio; ingaggiò poi un serrato scontro d'artiglieria con le unità nemiche del secondo scaglione e piazzò granate sia sull'incrociatore leggero Hr. Ms. Tromp, sia sul cacciatorpediniere USS Stewart. Per contro fu danneggiato da un proietto a mezzanave, che distrusse il proiettore, uccise quattro uomini e ne ferì undici. Dopo alcune riparazioni provvisorie a Makassar, partì a inizio marzo alla volta dell'arsenale di Yokosuka, raggiunto il 25 dopo una tappa alle isole Palau: il 10 aprile l'intera 8ª Divisione cacciatorpediniere passò alle dipendenze della 4ª Squadriglia, sempre sottoposta alla 2ª Flotta. Il 24, di nuovo in efficienza, l'Asashio diresse su Corregidor e prese parte al blocco dell'isola, ultima roccaforte statunitense nelle Filippine; dopo la resa finale pattugliò le acque circostanti e il 13 maggio si ancorò nella rada di Manila, fece rifornimento e per il 18 era a Kure. Appena quattro giorni più tardi scortò la 7ª Divisione incrociatori (viceammiraglio Takeo Kurita) sino a Guam, nel quadro dei vasti movimenti della Flotta Combinata per la battaglia delle Midway. L'Asashio e l'Arashio ebbero ordine, il pomeriggio del 4 giugno, di affiancare gli incrociatori in un bombardamento dell'atollo, poi annullato il 5 giugno; rimasti indietro per proteggere il Mikuma e il Mogami addivenuti a una collisione, nel corso del 6 giugno furono coinvolti in duri attacchi aerei portati dai gruppi imbarcati statunitensi. L'Asashio incassò una bomba che provocò ventidue morti, ma riuscì a raccogliere assieme al gemello 240 superstiti del Mikuma affondato e a ripiegare alla grande base oceanica di Truk, di scorta al Mogami. Qui rimase dal 14 al 29 giugno per ricevere un provvisorio raddobbo dalla nave officina Akashi, quindi salpò in direzione dell'arsenale di Sasebo dove si fermò il 9 luglio. Cinque giorni più tardi, siccome tutti i suoi componenti erano in riparazione, l'8ª Divisione fu designata "riserva speciale" e rimossa dall'ordine di battaglia della Marina imperiale: l'Asashio stesso fu temporaneamente classificato come nave da servizio speciale.

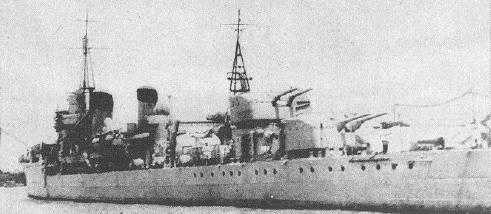
Lo Asashio visto da poppa di tre quarti: bene evidenti le torrette doppie armate con cannoni da 127 mm

In settembre l'Asashio fu posto alle dipendenze del 1º Distretto navale (Yokosuka) e compì una riuscita missione di scorta a un convoglio diretto a Jaluit (isole Marshall); inoltre difese un altro gruppo di mercantili da Yokosuka sino a Saipan, dove cedette il posto ad altre unità prima di tornare all'arsenale. Il 20 ottobre l'Asashio tornò operativo e, due giorni dopo, partì per la piazzaforte di Rabaul (Nuova Britannia), raggiunta il 30. Il 5 e l'8 novembre completò due veloci trasporti di truppe a Guadalcanal, quindi nel corso della battaglia navale del 12-15 novembre 1942 affiancò la forza di incrociatori pesanti dell'8ª Flotta del viceammiraglio Gun'ichi Mikawa, la quale cannoneggiò l'aeroporto sull'isola nella notte del 13-14 novembre senza opposizione: la mattina del 14, però, la squadra fu bersagliata varie volte dal cielo mentre ripiegava su Rabaul e l'Asashio fu distaccato per prestare assistenza al danneggiato incrociatore leggero Isuzu. Dopo aver lasciato al sicuro presso le Shortland la nave colpita, l'Asashio riguadagnò Rabaul il 17 novembre e il giorno seguente partecipò con altre unità a un trasferimento di truppe a Buna, sulla costa nord-orientale della Nuova Guinea; dopo lo sbarco si occupò di trainare a Rabaul l'Umikaze, immobilizzato da un attacco aereo al largo di Buna, riuscendo nell'intento il 21. Intraprese altre due missioni di rinforzo a Buna il 1º e l'8 dicembre, la quale ultima fu annullata per l'opposizione di numerosi velivoli avversari, che piazzarono varie bombe molto vicino al cacciatorpediniere e ne resero momentaneamente inservibile il timone. L'Asashio comunque tornò a Rabaul, riparò i danni superficiali e il 18 salpò con il Mochizuki allo scopo di sbarcare truppe a Finschhafen. Si spostò poi alle Shortland e il 24, forse, prese a rimorchio il danneggiato Michishio per lasciarlo a Truk il 29.

### 1943 e l'affondamento
L'Asashio rimase nella zona della rada per circa una settimana, accordando un periodo di riposo all'equipaggio. Il 7 gennaio 1943 partì assieme ai cacciatorpediniere Ariake, Inazuma, Isonami e Yugure per formare lo schermo difensivo alla portaerei Zuikaku, all'incrociatore pesante Suzuya e alla nave da battaglia Mutsu richiamate a Kure; il viaggio si svolse senza problemi e il 12 l'Asashio poté entrare in bacino di carenaggio per un'approfondita revisione. Probabilmente, in corso d'opera, le due installazioni binate di Type 96 da 25 mm site ai lati del fumaiolo posteriore furono rimpiazzate da due impianti tripli e, tra la torretta prodiera e la torre di comando, fu forse costruito un ballatoio rialzato per ospitare un affusto binato sempre su pezzi Type 96. Il 7 febbraio partì da Yokosuka a fianco della portaerei di scorta Chuyo e la protesse sino a Truk raggiunta il 12; il giorno dopo riprese la navigazione in difesa di un convoglio per Rabaul, dove arrivò il 17. Quattro giorni più tardi intraprese una missione di trasporto truppe a Madang, svoltasi e conclusasi per il 24 febbraio. Tornato a Rabaul, l'Asashio passò con il resto della divisione alla 3ª Squadriglia cacciatorpediniere, dipendente dall'8ª Flotta. A fine mese partì con il gemello Arashio e altri sei cacciatorpediniere di scorta a un importante convoglio di otto trasporti, destinato a portare sostanziali rinforzi e rifornimenti alle precarie posizioni giapponesi di Lae e Salamaua in Nuova Guinea. La formazione non fu scoperta sino a quando non si trovò all'altezza degli Stretti di Dampier e Vittiaz e subì un devastante attacco aereo la mattina del 3 marzo, nel Mar di Bismarck, reiterato il giorno successivo. L'Asashio superò quasi indenne la prima ondata, che invece fece strage dei trasporti, e si dedicò dunque a prestare soccorso agli equipaggi della carboniera Nojima e dell'Arashio, al contrario immobili e in fiamme: proprio mentre era intento in questo delicato compito giunse la seconda ondata di bombardieri e caccia australiano-statunitensi. Fu centrato quasi in contemporanea da svariate bombe e, scosso dalle esplosioni, affondò nell'arco di pochi minuti 45 miglia a sud-est di Finschhafen (7°15′S 148°15′E); con esso perirono tutti gli uomini a bordo, compresi il comandante Yoshii e il capitano di vascello Yasuo Sato che, dopo la perdita dell'Oshio in febbraio, aveva selezionato proprio l'Asashio quale nuova ammiraglia dell'8ª Divisione.
Il 1º aprile 1943 l'Asashio fu rimosso dalla lista del naviglio in servizio attivo con la Marina imperiale.